# Tranvia Como-Cantù-Asnago
La tranvia Como-Cantù-Asnago era una linea tranviaria interurbana a trazione elettrica che collegava la città di Como al vicino borgo di Cantù, proseguendo fino alla frazione di Asnago, sede di una stazione ferroviaria sulla linea Milano-Chiasso.

## Storia

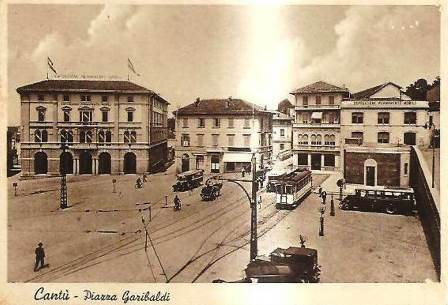
Doppio capolinea tranviario a Cantù

La Società Anonima Trams Elettrici Comensi (SATEC), che a partire dal 1906 aveva assunto l'esercizio della rete tranviaria di Como, fu incaricata nel medesimo periodo di realizzare una rete di linee extraurbane per collegare il capoluogo con i principali centri limitrofi.
In seguito dunque a un aumento di capitale appositamente sottoscritto, furono avviati i lavori di costruzione della relazione che passando per Camerlata era destinata a collegare Como con il popoloso centro di Cantù, e quest'ultimo alla stazione ferroviaria di Cantù-Cermenate, sita nella frazione Asnago.
La linea, che si distaccava dalla rete urbana al capolinea di Camerlata, fu attivata in tre fasi la prima delle quali, fino ad Albate e Trecallo, il 31 dicembre 1907.
Il 16 febbraio 1908 la Società Elettrica Comense Alessandro Volta (SECAV), che assieme alla società di Navigazione Lariana aveva fondato la SATEC, incorporò quest'ultima mantenendo il proprio nome e acquisendo direttamente come SECAV l'esercizio tranviario; quale direttore fu confermato l'ingegner Giuseppe Pagani, progettista della rete extraurbana.
Il 7 gennaio 1909 fu la volta del prolungamento fino a Cantù, inaugurato senza solenni festeggiamenti a causa del lutto nel Paese conseguente al terremoto di Messina del 1908.
Infine il 1º luglio 1911 venne attivato il prolungamento di 3,864 km fino ad Asnago, dopo il positivo collaudo avvenuto il 26 giugno. In quest'ultima località i tram trovavano interscambio con tutti i treni della linea Milano-Chiasso, mentre dal 1912 nella centrale piazza Garibaldi di Cantù era possibile l'interscambio con i tram della linea per Monza.
Il 1º gennaio 1934, in considerazione della riduzione di traffico registrata negli anni di crisi economica, la tratta Cantù-Asnago venne soppressa e sostituita da un autoservizio, interrompendo l'integrazione con la relazione ferroviaria.
Dopo la seconda guerra mondiale, l'obsolescenza degli impianti tranviari e un clima politico non favorevole agli investimenti nei sistemi su rotaia portarono la STECAV alla decisione di sostituire gradualmente le tranvie con nuove linee filoviarie, considerate più confortevoli e di più economica gestione: il 10 febbraio 1947 entrò in servizio la filovia urbana Como-Camerlata, in sostituzione della relazione urbana, così che i tram interurbani per Cantù dovettero attestarsi in tale località periferica, non potendo più raggiungere l'originario capolinea nel centro cittadino.
Ma anche per la tranvia interurbana si arrivò dopo pochi anni alla cessazione dell'esercizio: il 10 marzo 1951 l'esercizio tranviario venne sostituito dalla nuova filovia Como-Cantù.

## Caratteristiche
|  |  | Continuation backward |

|  |  |  |  | Straight track | Unknown route-map component "uexKBHFa" | Head station |

|  |  |  |  | Straight track | Unused straight waterway | Station on track |

|  |  | Unknown route-map component "uexCONTgq" | Unknown route-map component "uexTBHFxa" | Unknown route-map component "emKRZu" | Unknown route-map component "uexSTRr" | Straight track |

|  | Unknown route-map component "CONTgq" | Station on transverse track | Unknown route-map component "uxmKRZo" | Unknown route-map component "KRZu" | Transverse track | One way rightward |

| Unknown route-map component "STR+l" | Unknown route-map component "uxmKRZo" | One way rightward |

| Station on track | Unused straight waterway |  |

| Unknown route-map component "ABZgl" | Unknown route-map component "uxmKRZo" | Unknown route-map component "STR+r" |

| Continuation forward | Unused straight waterway | Straight track |

|  | Unused straight waterway | Straight track |

|  |  | Unknown route-map component "uexHST" | Station on track |  |

|  |  | Unused straight waterway | One way leftward | Unknown route-map component "CONTfq" |

|  |  | Unknown route-map component "uexBHF" | Unknown route-map component "uexKBHFaq" | Unknown route-map component "uexCONTfq" |

| Unknown route-map component "CONTgq" | Unknown route-map component "STR+r" | Unused straight waterway |  |  |

| Station on track | Unknown route-map component "uexKBHFe" |  |

| Continuation forward |

La Como-Cantù-Asnago era una linea a binario singolo, a scartamento metrico come il resto della rete urbana ed interurbana. Era armata con rotaie da 21,5 kg/m, eccetto un breve tratto di 1,1 km armato con rotaie Phoenix da 35,2 kg/m. La pendenza massima raggiunta era del 57‰ e il raggio minimo delle curve il 25 m.
Il servizio era espletato da treni composti da un'elettromotrice e da una rimorchiata, a cui poteva essere aggiunta una seconda rimorchiata in caso di eccezionale affluenza. La velocità massima ammessa era di 20 km/h.

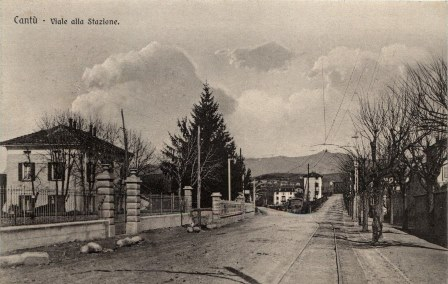
Cantù, l'allora viale della stazione

### Percorso
La tratta extraurbana aveva una lunghezza di 12,001 km, cui si aggiungevano i 4,498 km percorsi sulla rete urbana, dal capolinea comasco di piazza Cavour a Camerlata.
Da qui il binario lasciava sulla destra quello della tranvia per Mozzate impegnando la via Canturina, poi strada provinciale 36. A Cantù i tram transitavano in prossimità della stazione posta lungo la ferrovia Como-Lecco per poi servire il centro cittadino con la fermata di piazza Garibaldi, adiacente al capolinea della tranvia per Meda e Monza, e raggiungere infine il capolinea, posto presso l'altra stazione cittadina, quella di Cantù-Cermenate, lungo la ferrovia Milano-Chiasso.